# Christian Dior
Christian Dior (n. 21 ianuarie 1905, Granville, Basse-Normandie, Franța – d. 24 octombrie 1957, Montecatini Terme, Toscana, Italia) a fost un designer de modă francez care a exercitat o influență deosebită în lumea modei.

## Prezentare
Născut în Granville, Manche, în Normandia, Franța, bouticurile sale, cu celebrul logo Christian Dior au cucerit lumea, putând fi găsite la Paris, Milano, Roma, Londra, New York, Beverly Hills, Tokyo, Osaka, Hong Kong, Boston, Honolulu, San Francisco, dar și în China și India. 

## Biografie
1905: Născut la 21 ianuarie în Normandia; este al doilea copil din cei cinci ai familiei. 
1910: Familia Dior se mută la Paris iar Christian Dior intră la liceul Gerson.
1923: Ca să-și mulțumească tatăl se înscrie la Școala de Științe Politice, denumită și "Science Po", pentru a intra în lumea politică.
1928: Ajutat de tatăl său, deschide o galerie de artă unde pictori faimoși ca Dali, Max Jacob, Picasso își expun lucrările de artă din care chiar reușește să vândă multe dintre ele.
1931: Tatăl său dă faliment iar Dior ajunge să își vândă schițele pe 10 cenți.
1939: Dior este înrolat în armată după care se alătură familiei în Provence.
1941: Se întoarce în Paris să lucreze ca asistent designer Lucien Lelong.
1946: După ce războiul se termină se întoarce să lucreze pentru Marcell Boussac, acesta fiind la vremea aceea "Regele Bumbacului".
1947: La 12 februarie își prezintă prima colecție numită "New Look". Această colecție îl face unul din cei mai cunoscuți "dictatori în arta modei în Paris", la vremea aceea. 
1947: Expresia "New Look" este dată de Carmel Snow, unul din cei mai mari critici de modă din acel timp.
1947: Lansează totodată și primul parfum din istoria casei Dior: "Miss Dior".
1948: Împreună cu Rouet deschid primul boutique în New York, unde după câțiva ani deja își lua licențele pe parfumerie, cravata pe fustă scurtă care era numită "fustă scurtă de 40 cm de la genunchi în jos".
1950: Creează special o colecție pentru Marlene Dietrich.
1954: Devine noul director al liniei de creație French Bean Line or Flat Look.
1955: Yves-Mathieu-Saint Laurent îi vine în ajutor lui Dior ca asistent. 
1955: Este marea deschidere a boutiq-ului din strada Mountaine unde Dior lansează și linia de make up.
1956: Realizează o colecție specială pentru Ava Gardner numită 'The little Hut'. 
1957: La 23 octombrie moare din cauza unui atac de inimă.

## Lansare de parfumuri
- 1940 - Miss Dior
- 1950 - Diorissimo
- 1960 - Eau Sauvage
- 1970 - Dorella
- 1980 - Poison
- 1991 - Dune
- 1995 - Dolce vita, sticla fiind creată de marele artist sticlar Serge Massau
- 1995 - J'Adore, sticla fiind din cristal Baccart creată manual
- 1998 - Hypnotc Poison
- 2001 - Higher
- 2002 - Addict și gama Bikini, un produs revoluționar în combaterea celulitei
- 2003 - Higher Energy
- 2004 - Pure Poison
- 2005 - Dior Home (Pentru prima dată, cu autentică pricepere tehnică, un tub de oțel este introdus în parfum)
- 2006 - Capture Totale, gama care a "șters " ridurile de pe fața femeilor. Dior a câștigat premiul de excelență pentru complexul Alpha-Longoza și Cetulin.
- 2007 - Fahreinheit 32
- 2007 - Midnight Poison
- 2008 - Dior Home (parfum intens, Dior este a treia casă de mode din lume după Boucheron și YSL care realizează o fragranță prezentată în apa de parfum pentru bărbați)
- 2008 - Escale a Portofino
- 2008 - Dior Home Sport